# Diggin' On U
「Diggin' On U」（ディギン・オン・ユー）は、日本の歌手清水翔太の楽曲。2008年9月10日に配信開始された、配信限定販売シングル。

## 概要
シングル作品としては3作目であり、配信限定シングルとしては自身初である。小説『チェンジ・ザ・ゲーム』（タンジール(大鶴義丹)著・ミヤオビパブリッシング発行）の主題歌。
本作品は、「史上初の携帯小説の主題歌」としてリリースされた。リリース前のデビュー時より度々ライブにて演奏されており、問い合わせが相次いでいた。